# Florida Agricultural and Mechanical University
Die Florida Agricultural and Mechanical University (auch Florida A&M oder FAMU genannt) ist eine staatliche Universität in Tallahassee im US-Bundesstaat Florida. Die Hochschule ist 1887 als afroamerikanisches College gegründet worden und gehört zur Gruppe der Historischen afroamerikanischen Colleges und Hochschulen.
Die Sportteams der Florida A&M sind die Rattlers. Die Hochschule ist Mitglied in der Southwestern Athletic Conference (SWAC).

## Zahlen zu den Studierenden, den Dozenten und zum Vermögen
Im Herbst 2020 waren 9.184 Studierende an der Florida A&M eingeschrieben. Davon strebten 7.402 (80,6 %) ihren ersten Studienabschluss an, sie waren also undergraduates. Von diesen waren 65 % weiblich und 35 % männlich; 1 % bezeichneten sich als asiatisch, 86 % als schwarz/afroamerikanisch, 5 % als Hispanic/Latino und 5 % als weiß. 1.782 (19,4 %) arbeiteten auf einen weiteren Abschluss hin, sie waren graduates. Es lehrten 695 Dozenten an der Universität, davon 577 in Vollzeit und 118 in Teilzeit.
2006 waren 12.792 Studierende eingeschrieben.
Der Wert des Stiftungsvermögens der Universität lag 2021 bei 119,0 Mio. US-Dollar und damit 24,4 % höher als im Jahr 2020, in dem es 95,6 Mio. US-Dollar betragen hatte.

## Persönlichkeiten

### Präsidenten
Die Präsidenten der FAMU waren:
- Thomas DeSaille Tucker, 1887 – 1901
- Nathan B. Young, 1901 – 1923
- William A. Howard, 1923 – 1924
- John Robert Edward Lee, 1924 – 1944
- William H. Gray Jr., 1944 – 1949
- H. Manning Efferson, 1949 – 1950
- George W. Gore 1950 – 1968
- Benjamin L. Perry Jr., 1968 – 1977
- Walter L. Smith, 1977 – 1985
- Frederick S. Humphries, 1985 – 2001
- Henry Lewis III, 2001 – 2002 (interim)
- Fred Gainous, 2002 – 2004
- Castell V. Bryant, 2005 – 2007
- James H. Ammons, 2007 – 2012
- Elmira Mangum, 2014 – 2016
- Larry Robinson, 2017 – , Mai 2007 - Juli 2007, Juli 2012 – April 2014, September 2016 – November 2017

### Professoren
- Emma Rose Fenceroy  (1944–2003), Mathematikerin

### Absolventen
- Nat Adderley (1931–2000), Jazzmusiker
- Patricia Stephens Due (1939–2012), Bürgerrechtlerin
- Althea Gibson  (1927–2003), Tennisspielerin, gewann die Wimbledon Championships 1956 und 1957
- Bob Hayes (1942–2002), Olympiasieger 1964 im 100-Meter-Lauf und im Staffellauf, Footballspieler
- Ibram X. Kendi (* 1982), Autor, Rassismusforscher und Antirassismus-Aktivist
- Kwame Kilpatrick (* 1970), Bürgermeister von Detroit (2002–2008)
- Wendell Logan (1940–2010), Jazzmusiker, Hochschullehrer und Komponist
- K. Michelle (* 1982), R&B-Sängerin
- Nate Newton (* 1961), Footballspieler
- David Scott (* 1946), US-Kongressabgeordneter
- John W. Thompson (* 1949), Manager und Chairman von Microsoft